# Otto Amann (Generalmajor)
Otto Amann (* 11. Januar 1892; † 26. Oktober 1958) war ein Generalmajor der deutschen Wehrmacht im Zweiten Weltkrieg.

## Leben
Amann absolvierte nach dem Schulbesuch eine Offiziersausbildung und nahm am Ersten Weltkrieg teil. Nach Kriegsende wurde er in die am 19. Januar 1919 neu gegründete Reichswehr übernommen und war vom 15. Oktober 1935 bis zum 24. November 1938 Kommandeur des 3. Bataillons des 62. Infanterieregiments, wo er am 1. März 1937 zum Oberstleutnant befördert wurde. Im Anschluss war er zwischen dem 24. November 1938 und dem 1. März 1939 Kommandeur des 3. Bataillons des 85. Infanterieregiments und blieb anschließend zum 85. Infanterieregiment abkommandiert, ehe er vom 26. August 1939 bis zum 4. Januar 1940 Kommandeur des 1. Bataillons des 282. Infanterieregiments war. Danach war er vom 4. bis 23. Januar 1940 kurzzeitig Kommandeur des 46. Infanterieersatzregiments sowie zwischen dem 23. Januar 1940 und dem 5. Juli 1941 Kommandeur des 10. Infanterieersatzregiments und erhielt als solcher am 1. Februar 1940 seine Beförderung zum Oberst.
Anschließend war Amann vom 5. Juli 1941 bis zum 8. September 1942 Kommandeur des 593. Infanterieregiments und befand sich danach zwischen dem 8. September 1942 und dem 13. Mai 1943 in einer Reservestellung, ehe er vom 13. Mai bis zum 26. August 1943 Kommandeur des 7. Reservegrenadierregiments war. Während einer darauf folgenden Reservestellung vom 26. August 1943 bis zum 1. Mai 1944 wurde er am 1. Dezember 1943 zum Generalmajor befördert und fungierte im Anschluss vom 1. Mai 1944 bis zur bedingungslosen Kapitulation der Wehrmacht am 8. Mai 1945 als Stadtkommandant von Regensburg. Als solcher geriet er in Kriegsgefangenschaft, aus der er 1947 entlassen wurde.

## Weblink
- Eintrag in der general.dk

| Personendaten    | Personendaten                                                       |
| ---------------- | ------------------------------------------------------------------- |
| NAME             | Amann, Otto                                                         |
| KURZBESCHREIBUNG | deutscher Offizier, Generalmajor der Wehrmacht im Zweiten Weltkrieg |
| GEBURTSDATUM     | 11. Januar 1892                                                     |
| STERBEDATUM      | 26. Oktober 1958                                                    |